# ヒカリ新世紀
ヒカリ新世紀（ひかりしんせいき）は、日本のイネの品種名および銘柄名。

## 概要
ヒカリ新世紀（水稲品種第12273号）は、静岡大学グリーン科学技術研究所の富田因則教授によって、その鳥取大学在任時に、背が高くて倒伏しやすい水稲品種コシヒカリに、背丈を低く抑える遺伝子が連続戻し交雑で移入されて育成された短稈コシヒカリ型品種である。
コシヒカリは日本の水稲生産の4割近くを占めるが、地球温暖化の影響で多発・大型化する台風によって倒伏し、収量と品質の低下を被っている。県によってはコシヒカリの栽培面積が8割に及んでいて、一遍に大きな自然災害をうける恐れがあり、コシヒカリを遺伝的に短稈化して倒伏しにくく品種改良する必要があった。ヒカリ新世紀は、コシヒカリに背丈を約20 cm短くする1個の半矮性遺伝子sd1が連続8回の戻し交雑で導入されたものであり、半矮性遺伝子sd1以外は99.8%コシヒカリのゲノムを持つ短稈コシヒカリ型品種である。DNAモニタリングにより、sd1遺伝子周辺がコシヒカリのゲノムに置き換わっていることが確認された。ヒカリ新世紀はコシヒカリより倒伏耐性が著しく強く、穂数が増加し、コシヒカリの良食味（等級「上の中」）を受け継いでいる。
富田は育成に成功した短稈コシヒカリ（詳細は後節参照）を“光輝く新世紀の米”としてヒカリ新世紀と命名し、農林水産省で2004年に品種登録された。

## ヒカリ新世紀の育成
在来種十石が持つ半矮性遺伝子sd1をコシヒカリに移入することによって、コシヒカリの短稈化が図られた。十石とコシヒカリの早生突然変異系統関東79号との交雑が行われた。両親の出穂期が約1ヶ月違うため、雑種第2世代F2には両親間にまたがる様々な出穂期の個体が分離したため、雑種第4世代まで系統育種法が展開され、出穂期がコシヒカリに近い短稈系統（半矮性遺伝子sd1sd1ホモ接合体）、すなわち、出穂期の遺伝子がコシヒカリと同じで、sd1を持つ短稈系統が選抜された。こうして、1回目の交雑F4世代までに出穂期に関する遺伝子をコシヒカリから受け継いだ短稈系統が育成された。
この短稈系統が含むコシヒカリのゲノムはまだ50%程度であり、sd1以外の遺伝子をコシヒカリに入れ替えるために、さらにコシヒカリとの戻し交雑が8回行われた。すなわち、この短稈系統を一回親にして、コシヒカリを反復親とする連続8回の戻し交雑が行われ、半矮性遺伝子sd1以外はコシヒカリのゲノムに入れ替えられた。各戻し交雑の第1世代BCnF1で半矮性遺伝子をSd1sd1ヘテロ接合で持つ個体が選抜され、コシヒカリを母親にして戻し交雑が行われた。すべての戻し交雑で翌年には必ずBCnF2が展開され、短稈個体（sd1sd1 ホモ接合体）が分離することを確かめつつ、BCnF1への交配が先行して進められた。BC8F3世代で半矮性遺伝子sd1以外は99.8%以上コシヒカリのゲノムに入れ替えられた短稈のsd1ホモ接合体が固定され、短稈コシヒカリの育成が完了した。

## 品種特性
農林水産省の品種登録審査結果 に準じて品種ヒカリ新世紀の品種特性を記す。ヒカリ新世紀の出穂期、成熟期はコシヒカリと同じ“早生の早”であり、各府県の生産力検定試験においても、コシヒカリとほとんど差がなかった。
稈長はコシヒカリより約20 cm（20%） 短く、耐倒伏性は“やや強”でコシヒカリに著しく優る。コシヒカリより穂数が増加し、玄米千粒重はコシヒカリと同等である。ヒカリ新世紀の止葉はコシヒカリより葉の幅が広くなり、“直立”しており、受光態勢が良くて光合成効率が高く、緑が濃く生き生きとしている。
もみと玄米の大きさ、品質ともにコシヒカリと同等である。玄米の概観品質はコシヒカリ並の“中”であり、腹白、胴割も“極少”である。穂発芽性、脱粒性はコシヒカリと同等に“難”である。食味はコシヒカリと同じ“上の中”である。白葉枯病抵抗性、カラバエ抵抗性はコシヒカリ並である。葉いもち抵抗性はコシヒカリよりやや強い。葉が直立して繁茂せず風通しが良く、病害防除がしやすいと指摘する生産者もある。
ヒカリ新世紀の品種登録後に、コシヒカリつくばSD1号（植物ゲノムセンター）、コシヒカリえいち4号（本田技研工業）、など同じ半矮性遺伝子sd1を使った短稈コシヒカリ系統が登録出願された。コシヒカリつくばSD1号はヒカリ新世紀より穂発芽性が易であるとされた。これら後発の短稈コシヒカリ系統は戻し交雑の回数が4回から5 回であるのに対して、ヒカリ新世紀の戻し交雑回数は8回で最も多く、遺伝的にコシヒカリに近いためである。sd1遺伝子周辺のDNAマーカーを用いたモニタリングにより、sd1遺伝子周辺がコシヒカリのゲノムに置き換わっていることが確認された。ヒカリ新世紀はコシヒカリに栽培しやすさというメリットを付与したものといえる。また、コシヒカリつくばSD1号やキヌヒカリ等コシヒカリ系の短稈品種にはいずれもインディカ由来の半矮性遺伝子sd1が移入されているのに対して、ヒカリ新世紀にはジャポニカ「十石」の半矮性遺伝子sd1が移入されている。

## 生産状況
宮城県、神奈川県、石川県、長野県、和歌山県など29府県においてヒカリ新世紀の奨励品種決定試験や生産力検定試験が行われ、新潟県農業総合研究所、千葉県農業総合研究センターでは、ヒカリ新世紀は短稈で多蘖な以外はコシヒカリと同質の食味、品質を持つと評価された。ヒカリ新世紀は寒冷地、温暖地、暖地に及ぶコシヒカリの作地全域において早期-普通期栽培が可能である。
実際の生産者からは、コシヒカリに対して倒伏が無く、食味が変わらないほか、繁茂しないために病害虫防除がしやすい、収量が1〜2割増し、手間がかからず中山間地に向いている、コンバインによる収穫が容易であるなどの利点が報告され、ヒカリ新世紀の奨励品種や産地品種銘柄米への採用を要望する声があがった。ヒカリ新世紀は、岡山県、鳥取県、高知県、新潟県、滋賀県、京都府、千葉県、熊本県、和歌山県他15府県で産地品種銘柄米に設定されている。その他、農商工連携促進法に基づいて申請された熊野米プロジェクト など、ヒカリ新世紀を用いた地域おこしの例 がある。なお、熊野米プロジェクトではヒカリ新世紀ではなく、実体のない「熊野米」と称している。